# مصطفى عبد الستار
مصطفى عبد الستار هو لاعب كرة قدم مصري في مركز حراسة المرمى، ولد في 1990 في مصر. لعب مع النادي الإسماعيلي ونادي الزمالك.